# Manduca vestalis
Manduca vestalis is een vlinder uit de familie van de pijlstaarten (Sphingidae). De wetenschappelijke naam van de soort werd in 1917 gepubliceerd door Heinrich Ernst Karl Jordan.